# Homalonotus
L'omalonoto (gen. Homalonotus) è un artropode estinto, appartenente ai trilobiti. Visse tra il Siluriano medio e il Devoniano medio (circa 420 - 370 milioni di anni fa) e i suoi resti fossili sono stati ritrovati principalmente in Europa.

## Descrizione
Questo trilobite era solitamente di media taglia (meno di 10 centimetri di lunghezza), anche se sono note alcune specie (ad esempio Homalonotus major) che potevano raggiungere dimensioni notevoli, con una lunghezza di quasi 40 centimetri. Il cephalon possedeva una forma triangolare, con una glabella poco distinguibile e gli occhi marginali. La sutura facciale, generalmente, interessava la parte dorsale del cephalon, ma era anteriore alla zona presuntiva delle punte genali. Il thorax era composto da 13 segmenti e presentava un rachide molto largo e poco visibile. Il pigidio, invece, era dotato di un rachide facilmente individuabile e segmentato. 

## Classificazione
Homalonotus fa parte dell'ordine dei Phacopida, un gruppo di trilobiti molto espansi nel corso del Siluriano e del Devoniano. Homalonotus, in particolare, richiama in alcuni aspetti i ben noti trilobiti del genere Calymene, ma se ne differenzia per varie caratteristiche, tra le quali la presenza di una glabella liscia. Homalonotus è conosciuto per numerosi fossili ritrovati in varie zone d'Europa, mentre altri fossili attribuiti a questo genere e rinvenuti in Africa, Nordamerica e Australia potrebbero non appartenere a Homalonotus.